# Apache Kafka
Apache Kafka is software om grote hoeveelheden service opdrachten te verwerken. Apache Kafka opereert daarin als de zogenoemde "message broker" tussen de verschillende services, zodat deze services kunnen samenwerken zonder op elkaar te hoeven wachten.

## Hete aardappel
Wanneer diensten direct aan elkaar worden gekoppeld, wachten ze op elkaar volgens het "request–response" model. De ene dienst maakt een verzoek, en wacht op het antwoord van de dienst die aan dit verzoek kan voldoen. De schaalbaarheid van dit model is beperkt, en wordt uitgelegd als het "hot potato" model omdat een dienst met deze hete aardappel kan blijven zitten als deze niet doorgegeven kan worden.
Een ander model is het streaming model, waarbij verzoeken afgegeven kunnen worden en er niet gewacht hoeft te worden op antwoord. Dit is het model dat Apache Kafka hanteert door tussen de verzoeken in te gaan zitten. Dit maakt het mogelijk dat de diensten blijven verwerken, zelfs als een van de diensten vastloopt.